# Éric Le Chanony
Éric Le Chanony (* 28. Februar 1968 in Amiens) ist ein ehemaliger französischer Bobfahrer.

## Karriere
Éric Le Chanony belegte bei den Olympischen Winterspielen 1994 in Lillehammer mit Gabriel Fourmigué, Philippe Tanchon und Pilot Bruno Mingeon den 16. Rang im Viererbob-Wettkampf. Als Anschieber von Éric Alard konnte er im Folgejahr bei der Weltmeisterschaft die Bronzemedaille im Zweierbob gewinnen. Bei seiner zweiten Olympiateilnahme in Nagano 1998 gewann er zusammen mit Emmanuel Hostache, Max Robert und Pilot Bruno Mingeon die Bronzemedaille im Viererbob-Wettkampf. Ein Jahr später wurde die Crew in Cortina d’Ampezzo Weltmeister.
Anfang 2002 feierte Éric Le Chanony seinen einzigen Weltcupsieg im Bob von Mingeon. Es folgten EM-Silber in Cortina d’Ampezzo sowie ein fünfter Platz bei den Olympischen Winterspielen 2002 in Salt Lake City.
Zwischen 2009 und 2011 war er stellvertretender Sportdirektor der Fédération française des sports de glace.